# Xu Si
Xu Si (chiń. 徐思; ur. 24 stycznia 1998 w Jieyang) – chiński zawodowy snookerzysta.

## Kariera
Xu Si zaczął grać w snookera mając 12 lat w lokalnym klubie w Jieyang podczas wakacji szkolnych. Po kilku tygodniach postanowił zostać graczem w snookera.
Zanim został profesjonalistą, Xu zaczął grać w turniejach rangi niższej Asian Players Tour Championship w wieku 15 lat, a jego pierwszym występem w turnieju rankingowym był udział w rundzie dzikiej karty turnieju Shanghai Masters w 2014 roku, gdzie przegrał z Ryanem Dayem 5:0. Wystąpił także z dziką kartą w turnieju World Open 2016, gdzie pokonał weterana Jamesa Wattanę 5:3 i awansował do 1/64 finału, gdzie w kolejnej rundzie przegrał z Danielem Wellsem. Pojawił się także podczas rundy dzikiej karty turnieju Shanghai Masters 2016, gdzie przegrał 5–1 z Michaelem Holtem. Następnie wygrał dwa mecze na International Championship 2016, pokonując zawodowca Wang Yuchena na etapie dzikiej karty i dwukrotnego mistrza świata Marka Williamsa w 1/64, zanim przegrał z Wattaną w 1/32. Przegrał w pierwszej rundzie kwalifikacji do Mistrzostw Świata w Snookerze 2017, 10:5 z Rodem Lawlerem.
W sierpniu 2016 Xu wygrał Mistrzostwa Świata IBSF U-21, pokonując Alexandra Ursenbachera 6-5, mimo że przegrywał 5-3. To zwycięstwo zapewniło mu dwuletnią kartę World Snooker Tour.

### Sezon 2017/2018
Pierwszym profesjonalnym meczem Xu był mecz kwalifikacyjny do turnieju Riga Masters, w którym przegrał 4–2 z Robbiem Williamsem. Jednak w zaledwie trzecim turnieju, Indian Open 2017, pokonał Michaela Georgiou, Robina Hulla, Seana O’Sullivana, Ricky’ego Waldena i Dave’a Gilberta i dotarł do półfinału, w którym przegrał z Johnem Higginsem 4–2.
Dotarł do drugiej rundy turnieju UK Championship pokonując Marka Davisa 6–5, a także  do czwartej rundy Scottish Open i trzeciej rundy Welsh Open. Na Mistrzostwach Świata przegrał pierwszy mecz z Chrisem Wakelinem 10–4. Xu zakończył sezon na 91. miejscu w rankingu, ale został nagrodzony tytułem „Debiutanta Roku”.

### Sezon 2018/2019
Drugi sezon Xu przyniósł spadek formy. Wygrał tylko 6 meczów i nie udało mu się wygrać dwóch meczu z rzędu w żadnym turnieju. Jego największym zwycięstwem był niezwykle emocjonujący mecz z Martinem Gouldem w rundzie kwalifikacyjnej China Championship, który wygrał 5–4 na czarnej bili. Dzięki temu wynikowi mógł zagrać w głównym turnieju w Kantonie, niedaleko jego rodzinnego miasta Jieyang, co pozwoliło jego rodzinie po raz pierwszy zobaczyć, jak gra w profesjonalnego snookera. Przegrał jednak z Nopponem Saengkhamem.
Podczas Mistrzostw Świata Xu popisał się wspaniałą skutecznością, pokonując Seana O’Sullivana, zdobywając dziesięć breaków 50+ w kolejnych partiach i wygrywając mecz wynikiem 10–2. Nie udało mu się jednak powtórzyć tej formy w meczu z Graeme Dottem, przegrywając 10–4. Zajęcie 77. miejsca w rankingu sprawiło, że spadł z ligi.
Xu Si wygrał pięć meczów w pierwszym turnieju Q School 2019, co pozwoliło mu zdobyć dwuletnią kartę do World Snooker Tour na sezony 2019/20 i 2020/21.

### Sezon 2019/2020
Trzeci sezon Xu był podobny do drugiego. Wygrał tylko 4 mecze. Sezon zakończył się przedwcześnie, gdy wybuch pandemii COVID-19 wymusił jego zawieszenie. Xu wrócił do Chin i nie pojawił się na wznowieniu rozgrywek w lipcu 2020, przez co ominęła go szansa na udział w Mistrzostwach Świata. Zakończył sezon na pozycji 110 rankingu.

### Sezon 2020/2021
W swoim czwartym sezonie Xu wprowadził kilka zmian technicznych, stosując metodę „Sight Right”. Przeniósł się również do nowo otwartej Akademii Ding Junhui w Sheffield. Jego wyniki były bardziej wyrównane, dotarł do trzeciej rundy w UK Championship i English Open.
W kwalifikacjach do Mistrzostw Świata 2021 Xu musiał wygrać swój pierwszy mecz, aby odnowić swoją kartę zawodową z rocznej listy rankingowej. Jego przeciwnikiem w trzecim meczu powrotu był siedmiokrotny mistrz świata Stephen Hendry. Po nerwowym początku Xu wygrał ostatnie 6 frejmów meczu, notując pięć przełamań 50+ i wygrywając 6–1. W kolejnej rundzie był bliski pokonania rozstawionego z numerem jeden Zhou Yuelonga, ale przegrał 6–5. Sezon zakończył na 77. miejscu.

### Sezon 2023/2024
W listopadzie 2023 roku podczas UK Championship 2023 zdobył maksymalnego breaka wynoszącego 147 w wygranym 6:1 meczu ze swoim rodakiem Ma Hailongiem.

### Sezon 2024/2025
W turnieju International Championship 2024 zdobył swój drugi break maksymalny w meczu z Ryanem Dayem 5 listopada 2024. W lutym 2025 trzeci w meczu z Bulcsú Révészem w kwalifikacjach do Welsh Open 2025.

## Życie prywatne
W sezonie Xu Si mieszka w Sheffield. W latach 2017–2020 pracował w Victoria Snooker Academy, skąd w 2020 roku przeniósł się do Ding Junhui Snooker Academy. Opisywano go jako jednego z najciężej pracujących graczy na tournée. Oprócz snookera Xu lubi oglądać filmy i grać w gry komputerowe.

## Występy w turniejach w karierze
| Ranking                     | [ a ]              | [ a ]              | [ a ]              | [ a ]         | [ b ]         | 74            |               | 84            |               | 76            | 63            | 58            |               |               |               |               |               |               |               |               |               |               |               |               |               |               |               |               |
| Turnieje rankingowe         |                    |                    |                    |               |               |               |               |               |               |               |               |               |               |               |               |               |               |               |               |               |               |               |               |               |               |               |               |               |
| Championship League         | nierankingowy      | nierankingowy      | nierankingowy      | nierankingowy | nierankingowy | nierankingowy | nierankingowy | RR            | A             | RR            | RR            | RR            |               |               |               |               |               |               |               |               |               |               |               |               |               |               |               |               |
| Xi'an Grand Prix            | nie rozegrano      | nie rozegrano      | nie rozegrano      | nie rozegrano | nie rozegrano | nie rozegrano | nie rozegrano | nie rozegrano | nie rozegrano | nie rozegrano | nie rozegrano | QF            |               |               |               |               |               |               |               |               |               |               |               |               |               |               |               |               |
| Saudi Arabia Masters        | nie rozegrano      | nie rozegrano      | nie rozegrano      | nie rozegrano | nie rozegrano | nie rozegrano | nie rozegrano | nie rozegrano | nie rozegrano | nie rozegrano | nie rozegrano | 2R            |               |               |               |               |               |               |               |               |               |               |               |               |               |               |               |               |
| English Open                | nie rozegrano      | nie rozegrano      | nie rozegrano      | A             | 1R            | 2R            | 2R            | 3R            | 1R            | 1R            | LQ            | 2R            |               |               |               |               |               |               |               |               |               |               |               |               |               |               |               |               |
| British Open                | nie rozegrano      | nie rozegrano      | nie rozegrano      | nie rozegrano | nie rozegrano | nie rozegrano | nie rozegrano | nie rozegrano | 3R            | 2R            | 1R            | 2R            |               |               |               |               |               |               |               |               |               |               |               |               |               |               |               |               |
| Wuhan Open                  | nie rozegrano      | nie rozegrano      | nie rozegrano      | nie rozegrano | nie rozegrano | nie rozegrano | nie rozegrano | nie rozegrano | nie rozegrano | nie rozegrano | 2R            | 1R            |               |               |               |               |               |               |               |               |               |               |               |               |               |               |               |               |
| Northern Ireland Open       | nie rozegrano      | nie rozegrano      | nie rozegrano      | A             | 1R            | 1R            | 1R            | 2R            | 1R            | LQ            | 1R            | LQ            |               |               |               |               |               |               |               |               |               |               |               |               |               |               |               |               |
| International Championship  | A                  | A                  | A                  | 2R            | LQ            | LQ            | LQ            | nie rozegrano | nie rozegrano | nie rozegrano | LQ            | SF            |               |               |               |               |               |               |               |               |               |               |               |               |               |               |               |               |
| UK Championship             | A                  | A                  | A                  | A             | 2R            | 1R            | 1R            | 3R            | 1R            | 1R            | LQ            | LQ            |               |               |               |               |               |               |               |               |               |               |               |               |               |               |               |               |
| Shoot Out                   | nierankingowy      | nierankingowy      | nierankingowy      | A             | 1R            | 1R            | 1R            | WD            | 1R            | 3R            | 3R            | 2R            |               |               |               |               |               |               |               |               |               |               |               |               |               |               |               |               |
| Scottish Open               | nie rozegrano      | nie rozegrano      | nie rozegrano      | A             | 4R            | 1R            | 1R            | 1R            | 2R            | 1R            | 1R            | 1R            |               |               |               |               |               |               |               |               |               |               |               |               |               |               |               |               |
| German Masters              | A                  | A                  | A                  | A             | LQ            | LQ            | LQ            | LQ            | LQ            | LQ            | 3R            | 1R            |               |               |               |               |               |               |               |               |               |               |               |               |               |               |               |               |
| Welsh Open                  | A                  | A                  | A                  | A             | 3R            | 2R            | 1R            | 1R            | LQ            | LQ            | LQ            | 1R            |               |               |               |               |               |               |               |               |               |               |               |               |               |               |               |               |
| World Open                  | A                  | A                  | A                  | 1R            | LQ            | LQ            | 1R            | nie rozegrano | nie rozegrano | nie rozegrano | 1R            | 3R            |               |               |               |               |               |               |               |               |               |               |               |               |               |               |               |               |
| World Grand Prix            | NH                 | NR                 | DNQ                | DNQ           | DNQ           | DNQ           | DNQ           | DNQ           | DNQ           | DNQ           | DNQ           | 2R            |               |               |               |               |               |               |               |               |               |               |               |               |               |               |               |               |
| Players Championship        | DNQ                | DNQ                | DNQ                | DNQ           | DNQ           | DNQ           | DNQ           | DNQ           | DNQ           | DNQ           | DNQ           |               |               |               |               |               |               |               |               |               |               |               |               |               |               |               |               |               |
| Tour Championship           | nie rozegrano      | nie rozegrano      | nie rozegrano      | nie rozegrano | nie rozegrano | DNQ           | DNQ           | DNQ           | DNQ           | DNQ           | DNQ           |               |               |               |               |               |               |               |               |               |               |               |               |               |               |               |               |               |
| World Championship          | A                  | A                  | A                  | LQ            | LQ            | LQ            | A             | LQ            | LQ            | LQ            | LQ            |               |               |               |               |               |               |               |               |               |               |               |               |               |               |               |               |               |
| Byłe turnieje rankingowe    |                    |                    |                    |               |               |               |               |               |               |               |               |               |               |               |               |               |               |               |               |               |               |               |               |               |               |               |               |               |
| Shanghai Masters            | A                  | WR                 | A                  | WR            | LQ            | nierankingowy | nierankingowy | nie rozegrano | nie rozegrano | nie rozegrano | nierankingowy | nierankingowy |               |               |               |               |               |               |               |               |               |               |               |               |               |               |               |               |
| Paul Hunter Classic         | rankingowy (minor) | rankingowy (minor) | rankingowy (minor) | A             | 1R            | A             | NR            | nie rozegrano | nie rozegrano | nie rozegrano | nie rozegrano | nie rozegrano | nie rozegrano | nie rozegrano | nie rozegrano | nie rozegrano | nie rozegrano | nie rozegrano | nie rozegrano | nie rozegrano | nie rozegrano | nie rozegrano | nie rozegrano | nie rozegrano | nie rozegrano | nie rozegrano | nie rozegrano |               |
| Indian Open                 | A                  | A                  | NH                 | A             | SF            | LQ            | nie rozegrano | nie rozegrano | nie rozegrano | nie rozegrano | nie rozegrano | nie rozegrano | nie rozegrano | nie rozegrano | nie rozegrano | nie rozegrano | nie rozegrano | nie rozegrano | nie rozegrano | nie rozegrano | nie rozegrano | nie rozegrano | nie rozegrano | nie rozegrano | nie rozegrano | nie rozegrano |               |               |
| China Open                  | A                  | A                  | A                  | A             | LQ            | 1R            | nie rozegrano | nie rozegrano | nie rozegrano | nie rozegrano | nie rozegrano | nie rozegrano | nie rozegrano | nie rozegrano | nie rozegrano | nie rozegrano | nie rozegrano | nie rozegrano | nie rozegrano | nie rozegrano | nie rozegrano | nie rozegrano | nie rozegrano | nie rozegrano | nie rozegrano | nie rozegrano |               |               |
| Riga Masters                | NH                 | Minor-Rank         | Minor-Rank         | A             | LQ            | 1R            | LQ            | nie rozegrano | nie rozegrano | nie rozegrano | nie rozegrano | nie rozegrano | nie rozegrano | nie rozegrano | nie rozegrano | nie rozegrano | nie rozegrano | nie rozegrano | nie rozegrano | nie rozegrano | nie rozegrano | nie rozegrano | nie rozegrano | nie rozegrano | nie rozegrano | nie rozegrano | nie rozegrano |               |
| China Championship          | nie rozegrano      | nie rozegrano      | nie rozegrano      | NR            | LQ            | 1R            | LQ            | nie rozegrano | nie rozegrano | nie rozegrano | nie rozegrano | nie rozegrano | nie rozegrano | nie rozegrano | nie rozegrano | nie rozegrano | nie rozegrano | nie rozegrano | nie rozegrano | nie rozegrano | nie rozegrano | nie rozegrano | nie rozegrano | nie rozegrano | nie rozegrano | nie rozegrano | nie rozegrano |               |
| WST Pro Series              | nie rozegrano      | nie rozegrano      | nie rozegrano      | nie rozegrano | nie rozegrano | nie rozegrano | nie rozegrano | RR            | nie rozegrano | nie rozegrano | nie rozegrano | nie rozegrano | nie rozegrano | nie rozegrano | nie rozegrano | nie rozegrano | nie rozegrano | nie rozegrano | nie rozegrano | nie rozegrano | nie rozegrano | nie rozegrano | nie rozegrano | nie rozegrano | nie rozegrano | nie rozegrano | nie rozegrano | nie rozegrano |
| Turkish Masters             | nie rozegrano      | nie rozegrano      | nie rozegrano      | nie rozegrano | nie rozegrano | nie rozegrano | nie rozegrano | nie rozegrano | LQ            | nie rozegrano | nie rozegrano | nie rozegrano |               |               |               |               |               |               |               |               |               |               |               |               |               |               |               |               |
| Gibraltar Open              | nie rozegrano      | nie rozegrano      | MR                 | A             | 1R            | 1R            | 2R            | 1R            | WD            | nie rozegrano | nie rozegrano | nie rozegrano |               |               |               |               |               |               |               |               |               |               |               |               |               |               |               |               |
| WST Classic                 | nie rozegrano      | nie rozegrano      | nie rozegrano      | nie rozegrano | nie rozegrano | nie rozegrano | nie rozegrano | nie rozegrano | nie rozegrano | 3R            | nie rozegrano | nie rozegrano |               |               |               |               |               |               |               |               |               |               |               |               |               |               |               |               |
| European Masters            | nie rozegrano      | nie rozegrano      | nie rozegrano      | A             | LQ            | LQ            | LQ            | 1R            | 1R            | LQ            | 1R            | NH            |               |               |               |               |               |               |               |               |               |               |               |               |               |               |               |               |
| Byłę turnieje nierankingowe |                    |                    |                    |               |               |               |               |               |               |               |               |               |               |               |               |               |               |               |               |               |               |               |               |               |               |               |               |               |
| Six-red World Championship  | A                  | A                  | A                  | A             | A             | A             | A             | nie rozegrano | nie rozegrano | LQ            | nie rozegrano | nie rozegrano |               |               |               |               |               |               |               |               |               |               |               |               |               |               |               |               |
| Haining Open                | NH                 | Minor-Rank         | Minor-Rank         | 1R            | A             | A             | 2R            | NH            | A             | NH            | A             | NH            |               |               |               |               |               |               |               |               |               |               |               |               |               |               |               |               |

1. 1 2 3 4  Amator
2. ↑  Nowi gracze nie mają rankingu

| Legenda tabeli wyników              | Legenda tabeli wyników       | Legenda tabeli wyników                     | Legenda tabeli wyników                                                              | Legenda tabeli wyników                     | Legenda tabeli wyników                     |
| ----------------------------------- | ---------------------------- | ------------------------------------------ | ----------------------------------------------------------------------------------- | ------------------------------------------ | ------------------------------------------ |
| LQ                                  | odpadnięcie w kwalifikacjach | #R                                         | odpadnięcie we wczesnej fazie turnieju (WR = runda dzikich kart, RR = faza grupowa) | QF                                         | przegrana w ćwierćfinale                   |
| SF                                  | przegrana w półfinale        | F                                          | przegrana w finale                                                                  | W                                          | zwycięstwo                                 |
| DNQ                                 | nie zakwalifikował/a się     | A                                          | nie brał/a udziału                                                                  | WD                                         | zrezygnował/a w trakcie turnieju           |
| Legenda oznaczeń w tabelach wyników |                              |                                            |                                                                                     |                                            |                                            |
| NH / Nie roz.                       | NH / Nie roz.                | Turniej nie odbył się.                     | Turniej nie odbył się.                                                              | Turniej nie odbył się.                     | Turniej nie odbył się.                     |
| NR / Nie-rank.                      | NR / Nie-rank.               | Turniej nie był zaliczany jako rankingowy. | Turniej nie był zaliczany jako rankingowy.                                          | Turniej nie był zaliczany jako rankingowy. | Turniej nie był zaliczany jako rankingowy. |
| R / Rank.                           | R / Rank.                    | Turniej był zaliczany jako rankingowy.     | Turniej był zaliczany jako rankingowy.                                              | Turniej był zaliczany jako rankingowy.     | Turniej był zaliczany jako rankingowy.     |
| MR / Minor-Rank.                    | MR / Minor-Rank.             | Turniej był zaliczany jako minor ranking.  | Turniej był zaliczany jako minor ranking.                                           | Turniej był zaliczany jako minor ranking.  | Turniej był zaliczany jako minor ranking.  |

## Finały

### Finały amatorskie: 1 (1-0)
| Rezultat  | #  | Rok  | Turniej                      | Przeciwnik            | Wynik |
| --------- | -- | ---- | ---------------------------- | --------------------- | ----- |
| Zwycięzca | 1. | 2016 | Mistrzostwa Świata IBSF U-21 | Alexander Ursenbacher | 6–5   |